# Traugott Hahn

Traugott Hahn als Pfarrer

Gotthilf Traugott Hahn (* 1. Februarjul. / 13. Februar 1875greg. in Rauge, Livland; † 14. Januar 1919 in Dorpat, Estland), lettisch Traugots Hāns, war ein deutschbaltischer lutherischer Theologe und Pfarrer. In Estland gilt er als Held des estnischen Befreiungskampfes und, wie auch für die Evangelische Kirche in Deutschland, als christlicher Märtyrer.

## Leben

### Herkunft und Familie
Traugott Hahn entstammte einer baltischen Pfarrersfamilie. Sein Vater Elieser Traugott Hahn war Pastor und Volksmissionar, sein Großvater Carl Hugo Hahn war Missionar bei den Herero in Deutsch-Südwestafrika. Seine Mutter war Rosalie „Lalla“ Hahn, geborene Paling (1850–1904), die in der Gemeinde des Vaters ebenso als Seelsorgerin galt wie ihr Mann. Er war das Älteste von insgesamt sechs überlebenden Kindern der Familie.
Er heiratete 1903 Anny von zur Mühlen (1878–1974). Der Ehe entstammten vier Kinder: Annemarie, Elisabeth (1907), Wilhelm Traugott Ferdinand (1909–1996) und Beate Frieda Rosalie (1913).

### Werdegang
Hahn studierte ab 1893 Evangelische Theologie an der Kaiserlichen Universität Dorpat und in Göttingen, wurde am 16. Mai 1899 ordiniert, 1902 Universitätspastor in Dorpat, promovierte dort mit einer kirchengeschichtlichen Arbeit über Tyconius, wurde Privatdozent und 1909 Professor für Praktische Theologie.
Die Universität Dorpat war zwischen 1882 und 1893 durch das Russische Reich russifiziert worden. Davon war zwar die Fakultät für Theologie ausgenommen worden, dennoch herrschte ein Klima, das Nichtrussen ausgrenzte und benachteiligte. In sogenannten Hauskreisen erteilten Deutsche ihren Kindern Privatunterricht. Das Wirken Hahns als Seelsorger, Prediger und Professor war somit nicht sorgenfrei: Seine Berufung zum Professor war durch seinen Kollegen Ján Kvačala behindert worden, der 1907 nach dem Tod von Wilhelm Bergmann auch die Wahl Hahns zu dessen Nachfolger als Lehrstuhlinhaber für Praktische Theologie bis ins Jahr 1909 hintertrieb.
Die estnische Landeskirche und deutsche Theologen gerieten erst 1914 mit dem Ausbruch des Ersten Weltkriegs unter zunehmende polizeiliche Drangsalierung. So wurde Hahn 1915 in russische Haft genommen, aber nach Interventionen seiner Studentenschaft wieder freigelassen. Auf der Rückreise vom Gefängnis in Sankt Petersburg konnte Hahn noch seinen gleichfalls verhafteten Vater vor dessen Abtransport nach Sibirien wiedersehen. 1916 wurde auch die theologische Fakultät in Dorpat russifiziert, mit Ausnahme der Praktischen Theologie, in der weiterhin in Deutsch, Lettisch und Estnisch gelehrt werden durfte. Dies erlaubte Hahn, im Gegensatz zu vielen geflüchteten Professoren, seine Lehrtätigkeit in Dorpat fortzusetzen.

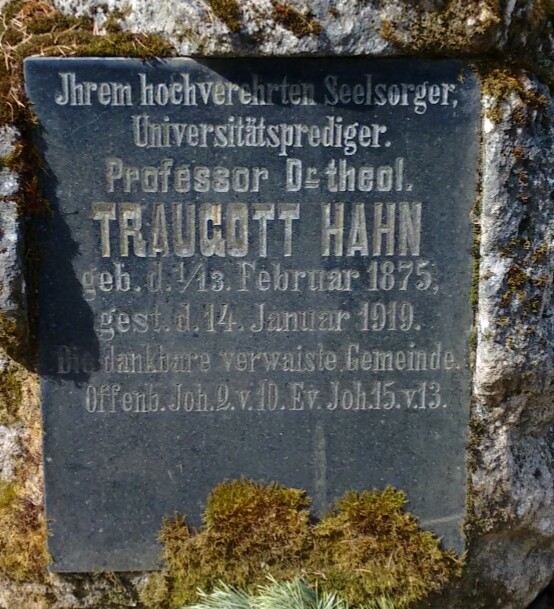
Grabstein Traugott Hahns in Tartu

Während der Bolschewistischen Revolution 1917 wurde er im Januar zur Flucht und ins Versteck getrieben, kehrte aber bereits vor der Besetzung Dorpats durch deutsche Truppen am 24. Februar 1918 wieder in die Stadt zurück. Unter reichsdeutscher Verwaltung wurde die Landesuniversität Dorpat eröffnet und die zuvor verbotenen Korporationen entstanden wieder. Hahn trat 1918, wie schon zuvor sein Vater 1867, der christlichen Wingolfsverbindung Arminia Dorpatensis bei. Als sich die deutschen Truppen nach dem Waffenstillstand mit der Entente zurückzogen und der Anmarsch der bolschewistischen Roten Armee bevorstand, flüchteten viele Deutsche und Esten aus Dorpat. Hahn, der bei seiner Gemeinde ausharren wollte, blieb.
Als alle kirchlichen Veranstaltungen von den Bolschewiken verboten wurden, predigte Hahn im Pfarrhaus und in den Wohnungen der Gemeindemitglieder, wobei er sich der Gefahr einer Verhaftung und Hinrichtung bewusst war. Am 3. Januar 1919 wurde er schließlich inhaftiert. Im Gefängnis der Rotarmisten vertiefte er sich in das Gebet und wandte sich auch seelsorgerisch den Mitgefangenen zu. Am 14. Januar befreiten estnische Truppen Dorpat und etwa 300 Gefangene. Im sogenannten Mordkeller fand man unter 23 weiteren auch die Leiche Traugott Hahns, der kurz vor Abzug der Kommunisten erschossen worden war.
Zu den Opfern des Mordkellers gehörten auch russisch orthodoxe Geistliche, darunter der Bischof von Riga, Platon Kulbusch, und die Priester Michael Bleive und Nikolai Beschanizki; ein weiterer evangelischer Geistlicher unter den Opfern war Moritz Wilhelm Paul Schwartz.

## Gedenken
Hahn gilt in Estland bis heute als Nationalheld für die Befreiung Estlands und als christlicher Märtyrer. Auch die Evangelische Kirche in Deutschland erinnert an ihn als Blutzeugen des christlichen Glaubens; sein Gedenktag im Evangelischen Namenkalender ist der 15. Januar.

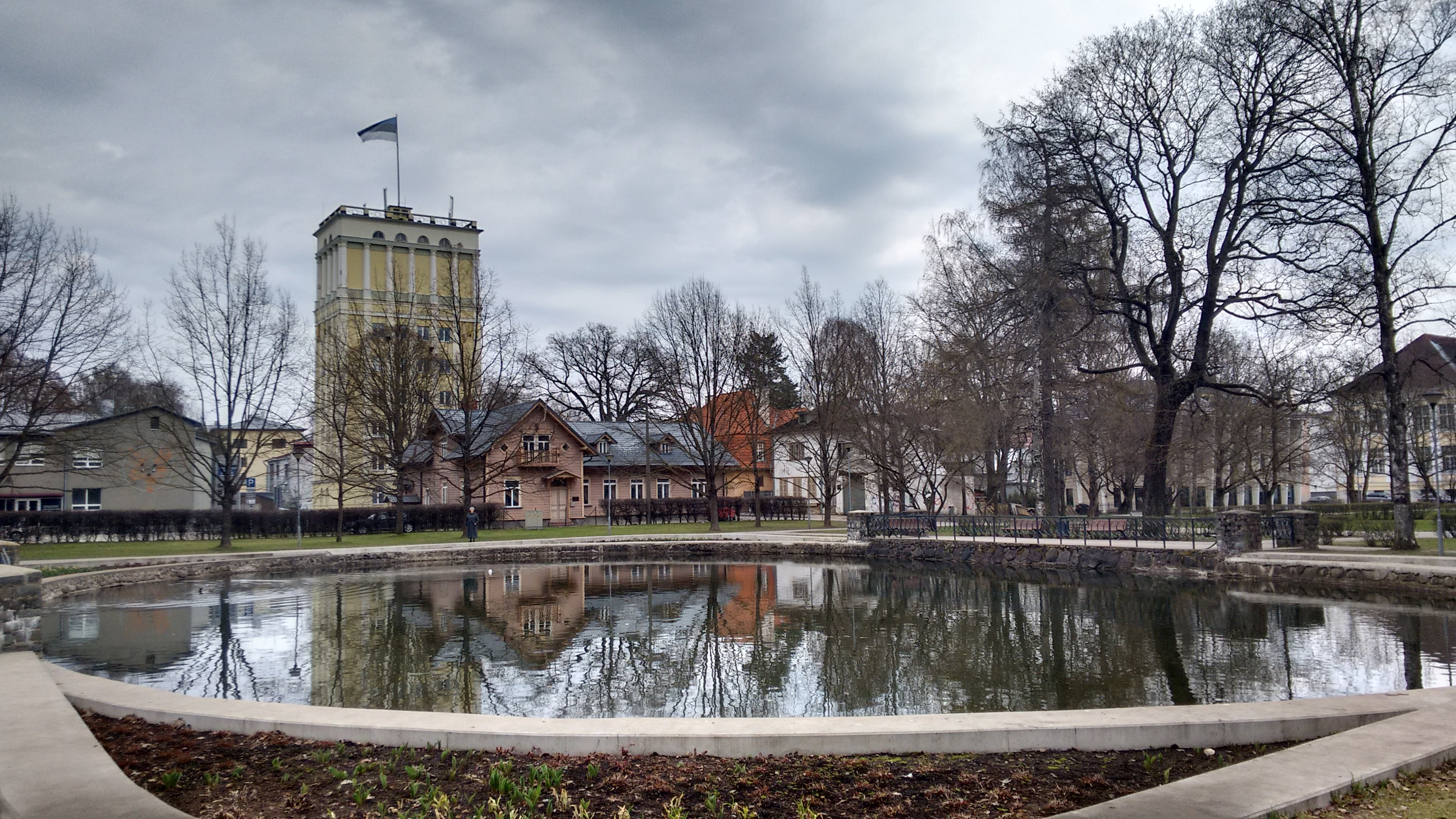
Blick auf das nach Hahn benannte Haus der Arminia Dorpatensis

Zur Erinnerung an Hahn und andere baltische Märtyrer wurde auf dem Großen Friedhof in Riga in den 1920er Jahren neben der Neuen Kapelle der Rigaer Märtyrerstein errichtet. Es handelte sich dabei um einen Obelisken aus schwarzem Granit, auf dem im oberen Bereich die Namen der im Rigaer Zentralgefängnis getöteten Pastoren (siehe dazu den Artikel über Marion von Klot, die dabei ebenfalls getötet wurde) und im unteren Bereich die Namen von 32 weiteren geistlichen Opfern, darunter Hahn, aufgelistet waren. Zerstört nach dem Zweiten Weltkrieg, wurde der Stein 2006 neu eingeweiht.
Das neue Haus der 1994 wiedergegründeten Studentenverbindung Arminia Dorpatensis (Wingolfsbund) wurde 1995 in Gegenwart von Traugott Hahns Sohn, dem ehemaligen Kultusminister des Landes Baden-Württemberg, Wilhelm Hahn, in Dorpat als Traugott-Hahn-Haus eingeweiht.

## Ehrungen
- 1909: Dr. theol. h. c. durch die Universität Rostock für seine Untersuchung zu Evangelisation und Gemeinschaftspflege

## Veröffentlichungen (Auswahl)
- Tyconius-Studien. Ein Beitrag zur Kirchen- und Dogmengeschichte des vierten Jahrhunderts, Leipzig 1900.
- Ist die Forderung eines modernen Christentums und einer modernen Theologie berechtigt? Vortrag zum Bestehen des Vereins Betharaba, Riga 1903.
- Evangelisation und Gemeinschaftspflege. Mit besonderer Berücksichtigung der Lutherischen Kirche Rußlands. Teil I: Die Evangelisation, Reval 1909.
- Die Bibelkritik im Religionsunterricht (= Biblische Zeit- und Streitfragen, 6. Serie, 2. Heft), hg. von Prof. D. Kropatschek, Berlin 1910/1911, 37–54.
- Glaubet an das Licht. Ein Jahrgang Predigten nebst Anhang, Gütersloh 1920.
- Dienet dem Herrn mit Freuden. Siebzehn Predigten, Gütersloh 1921.
- „Komm o mein Heiland Jesu Christ, meins Herzens Tür dir offen ist“. Kinderpredigten nach Aufzeichnungen aus dem Nachlaß von Prof. Pastor D. theol Traugott Hahn, Gütersloh 1922.
- Gott dennoch die Liebe! Predigten aus schwerer Zeit, Breklum 1955.
- Wage es mit Christus! 14 Predigten, Wuppertal 1955.
- Dennoch bleibe ich stets an dir. Predigten aus schwerer Zeit, Metzingen 1976.